# Замок Клонин
Замок Клонин, также известный как Делвинский замок — замок, расположенный в городе Делвин, Уэстмит, в 18 километрах от города Маллингар, Ирландия, вблизи шоссе N52.
Поле для гольфа, открытое для общественности, лежит позади нового замка, в 500 метрах от центра Девлина.

## История
Первый замок на этом месте (сейчас разрушенный), как считается был построен в 1181 году Хью де Ласси Норманнским, лордом Миту, для своего шурина, сэра Гилберта де Наджента. Август Гилберт де Наджент, который был родом из французской местности Ножан-ле-Ротру, прибыл в Ирландию с Хью де Ласси в 1171 году. Гилберт осел на этой территории, вблизи Делвина, получив титул Барона Девлинского.
Руины замка Наджент сохранились вблизи центра города. В 1639 году Ричард Наджент, 1-й граф Уэстмит, построил другой, более поздний замок, расположенный на возвышении.
В период Второй мировой войны на короткое время служил домом для 97 еврейских детей, большинство из которых были сиротами, жертвами Холокоста.